# Coppa Europa di skeleton 2017
La Coppa Europa di skeleton 2017 è stata l'edizione 2016/2017 del circuito continentale europeo dello skeleton, manifestazione organizzata dalla Federazione Internazionale di Bob e Skeleton; è iniziata il 4 novembre 2016 a Sigulda, in Lettonia e si è conclusa il 20 gennaio 2017 ad Altenberg, in Germania. Vennero disputate sedici gare: otto per le donne e altrettante per gli uomini in cinque differenti località.
Vincitori dei trofei, conferiti agli atleti classificatisi per primi nel circuito, sono stati la tedesca Tamara Seer nel singolo femminile e il connazionale Dominic Rady in quello maschile.

## Calendario
| Località             | Data                | Donne | Uomini |
| -------------------- | ------------------- | ----- | ------ |
| Sigulda              | 4 novembre 2016     | ●     | ●      |
| Innsbruck            | 10-11 novembre 2016 | ●●    | ●●     |
| Schönau am Königssee | 17-18 novembre 2016 | ●●    | ●●     |
| Sankt Moritz         | 12 gennaio 2017     | ●     | ●      |
| Altenberg            | 19-20 gennaio 2017  | ●●    | ●●     |
| Totale               | Totale              | 8     | 8      |

## Risultati

### Donne
| Data             | Località             | Prime classificate      | Seconde classificate   | Terze classificate           |
| ---------------- | -------------------- | ----------------------- | ---------------------- | ---------------------------- |
| 4 novembre 2016  | Sigulda              | Anna Fernstädt Germania | Renata Chuzina Russia  | Luisa Hornung Germania       |
| 10 novembre 2016 | Innsbruck            | Tamara Seer Germania    | Maxi Just Germania     | Ol'ga Potylicina Russia      |
| 11 novembre 2016 | Innsbruck            | Tamara Seer Germania    | Maxi Just Germania     | Paula Lāce Lettonia          |
| 17 novembre 2016 | Schönau am Königssee | Maxi Just Germania      | Hannah Neise Germania  | Janine Becker Germania       |
| 18 novembre 2016 | Schönau am Königssee | Tamara Seer Germania    | Janine Becker Germania | Maxi Just Germania           |
| 12 gennaio 2017  | Sankt Moritz         | Maxi Just Germania      | Tamara Seer Germania   | Hannah Neise Germania        |
| 19 gennaio 2017  | Altenberg            | Tamara Seer Germania    | Luisa Hornung Germania | Kimberley Murray Regno Unito |
| 20 gennaio 2017  | Altenberg            | Tamara Seer Germania    | Luisa Hornung Germania | Renata Chuzina Russia        |

### Uomini
| Data             | Località             | Primi classificati       | Secondi classificati        | Terzi classificati       |
| ---------------- | -------------------- | ------------------------ | --------------------------- | ------------------------ |
| 4 novembre 2016  | Sigulda              | Ivo Šteinbergs Lettonia  | Krists Netlaus Lettonia     | Felix Keisinger Germania |
| 10 novembre 2016 | Innsbruck            | Fabian Küchler Germania  | Dominic Rady Germania       | Felix Seibel Germania    |
| 11 novembre 2016 | Innsbruck            | Fabian Küchler Germania  | Dominic Rady Germania       | Krists Netlaus Lettonia  |
| 17 novembre 2016 | Schönau am Königssee | Felix Seibel Germania    | Dominic Rady Germania       | Fabian Küchler Germania  |
| 18 novembre 2016 | Schönau am Königssee | Dominic Rady Germania    | Felix Seibel Germania       | Josef Lechner Germania   |
| 12 gennaio 2017  | Sankt Moritz         | Felix Keisinger Germania | Martin Rosenberger Germania | Dominic Rady Germania    |
| 19 gennaio 2017  | Altenberg            | Dominic Rady Germania    | Felix Keisinger Germania    | Aleksej Kozlov Russia    |
| 20 gennaio 2017  | Altenberg            | Dominic Rady Germania    | Felix Keisinger Germania    | Fabian Küchler Germania  |

## Classifiche

### Donne
| Pos. | Nome atleta         | Nazione     | SIG | INN-1 | INN-2 | KÖN-1 | KÖN-2 | STM | ALT-1 | ALT-2 | Punti |
| ---- | ------------------- | ----------- | --- | ----- | ----- | ----- | ----- | --- | ----- | ----- | ----- |
| 1    | Tamara Seer         | Germania    | -   | 1     | 1     | 4     | 1     | 2   | 1     | 1     | 490   |
| 2    | Maxi Just           | Germania    | -   | 2     | 2     | 1     | 3     | 1   | -     | -     | 335   |
| 3    | Kellie Delka        | Stati Uniti | -   | 7     | 5     | 8     | 10    | 7   | 10    | 9     | 255   |
| 4    | Brogan Crowley      | Regno Unito | 12  | 9     | 11    | 10    | 11    | 9   | 11    | 8     | 254   |
| 5    | Kimberley Murray    | Regno Unito | DNF | 16    | 20    | 12    | 12    | 4   | 3     | 4     | 243   |
| 6    | Luisa Hornung       | Germania    | 3   | 18    | 9     | -     | -     | -   | 2     | 2     | 235   |
| 7    | Alina Tararyčenkova | Russia      | -   | 8     | 8     | 14    | 14    | 11  | 6     | 7     | 228   |
| 8    | Hannah Neise        | Germania    | -   | -     | 2     | 5     | 3     | -   | -     | -     | 205   |
| 9    | Renata Chuzina      | Russia      | 2   | -     | -     | -     | -     | 10  | 4     | 3     | 202   |
| 10   | Ol'ga Potylicina    | Russia      | -   | 3     | 4     | 6     | 6     | -   | -     | -     | 185   |

### Uomini
| Pos. | Nome atleta         | Nazione     | SIG | INN-1 | INN-2 | KÖN-1 | KÖN-2 | STM | ALT-1 | ALT-2 | Punti |
| ---- | ------------------- | ----------- | --- | ----- | ----- | ----- | ----- | --- | ----- | ----- | ----- |
| 1    | Dominic Rady        | Germania    | -   | 2     | 2     | 2     | 1     | 3   | 1     | 1     | 475   |
| 2    | Fabian Küchler      | Germania    | -   | 1     | 1     | 3     | 4     | -   | 5     | 3     | 355   |
| 3    | Felix Seibel        | Germania    | -   | 3     | 4     | 1     | 2     | -   | 6     | 4     | 335   |
| 4    | Krists Netlaus      | Lettonia    | 2   | 4     | 3     | 4     | 5     | -   | -     | -     | 265   |
| 5    | Felix Keisinger     | Germania    | 3   | -     | -     | -     | -     | 1   | 2     | 2     | 260   |
| 6    | Konstantin Choroško | Russia      | -   | 9     | 14    | 15    | 12    | 6   | 4     | 5     | 243   |
| 7    | Alex Ivanov         | Stati Uniti | -   | 8     | 11    | 9     | 10    | 8   | 8     | 8     | 240   |
| 8    | Samuel Maier        | Austria     | -   | 6     | 6     | 13    | 13    | 21  | 10    | 11    | 204   |
| 9    | Timothy Hull        | Regno Unito | 11  | 14    | 8     | 16    | 24    | 12  | 16    | 12    | 193   |
| 10   | Marcus Wyatt        | Regno Unito | 9   | 4     | 5     | 8     | 17    | -   | -     | -     | 183   |